# Zacharias von Mytilene

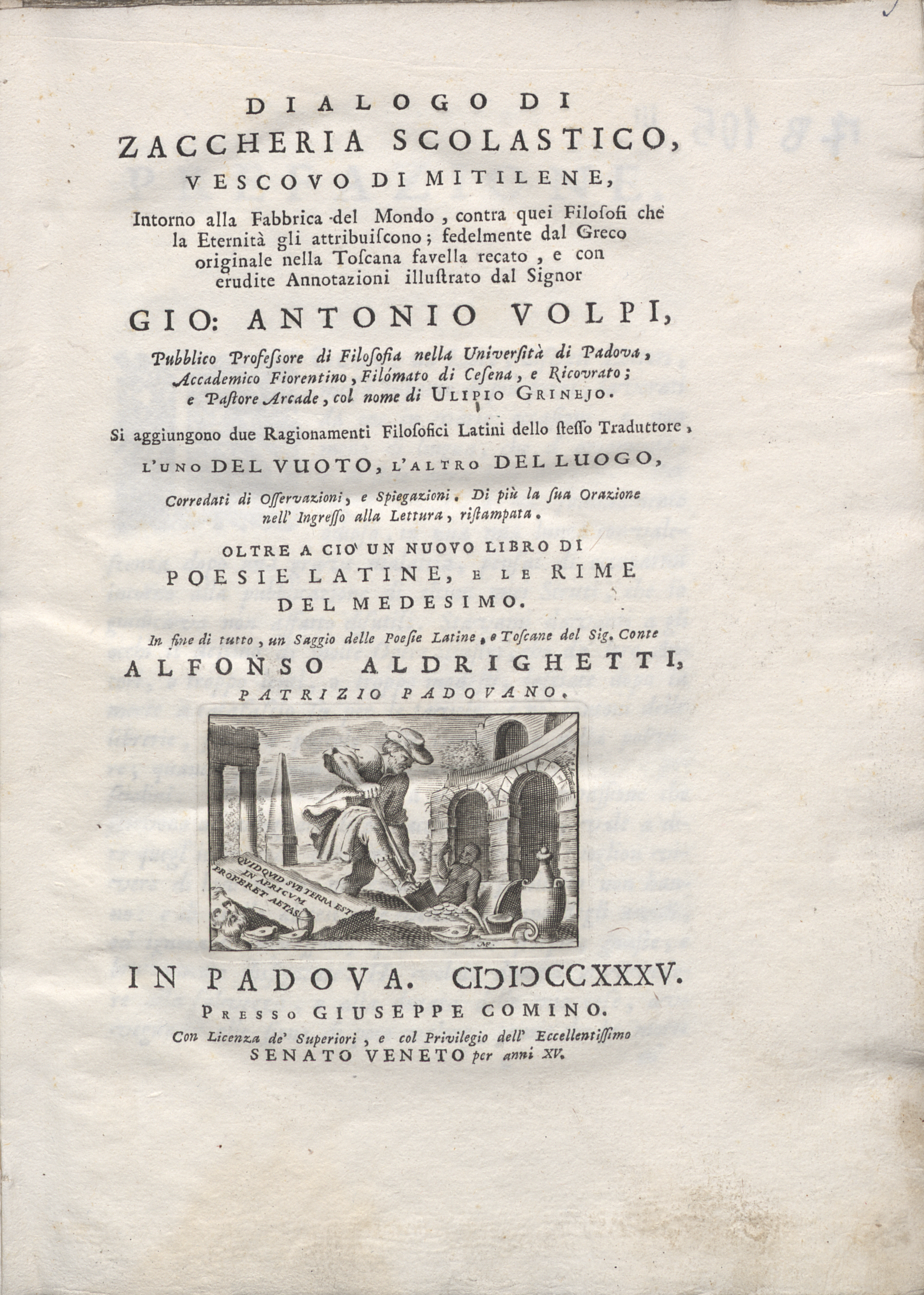
Eine 1735 erschienene Ausgabe von Zacharias’ Ammonios

Zacharias von Mytilene (mit den Beinamen Scholastikos bzw. Rhetor; * um 465 bei Gaza; † nach 536) war ein spätantiker Bischof und Kirchenhistoriker.
Das Leben des Zacharias von Mytilene lässt sich nur aus einigen verstreuten Aussagen in zeitgenössischen Quellen rekonstruieren, die zum Teil widersprüchliches Material enthalten (so steht bei einigen syrischen Autoren statt Mytilene Melitene). Zacharias wurde nahe der Stadt Gaza geboren, wo sich in der Spätantike eine bedeutende Rhetorenschule befand. In deren Umfeld erfolgte wohl auch seine erste Ausbildung, bevor er sich um 485 nach Alexandria in Ägypten begab und dort zwei Jahre lang Philosophie studierte. In Alexandria wurde er in Auseinandersetzungen zwischen Christen und Heiden verwickelt (siehe Horapollon). Er traf dort Severus, den späteren bedeutenden Patriarchen von Antiocheia. Zacharias empfing die Taufe und begab sich 487 nach Beirut, um an der dortigen Hochschule Rechtswissenschaften zu studieren. In Beirut blieb Zacharias bis 491, er unternahm aber auch, auf der Suche nach religiöser Orientierung, mehrere Reisen durch Palästina und führte in Beirut ein recht asketisches Leben. Er siedelte schließlich nach Konstantinopel über und wirkte dort längere Zeit als Rechtsanwalt. Der dem gemäßigten Miaphysitismus zuneigende Zacharias hatte wohl auch immer wieder mit dem Gedanken gespielt, ins Kloster einzutreten. Er erfreute sich offenbar guter Kontakte zum Kaiserhof, denen er wahrscheinlich auch seine Bestellung zum Bischof von Mytilene (auf Lesbos) verdankte. Sein dortiger Nachfolger ist für 553 bezeugt, doch nahm Zacharias noch an der Synode von 536 in Konstantinopel teil.
Zacharias hat mehrere Schriften in altgriechischer Sprache verfasst, darunter auch eine wohl Ende des 5. Jahrhunderts verfasste Kirchengeschichte. Das wertvolles Material enthaltende Werk war dem Würdenträger Eupraxios gewidmet und schilderte die Jahre 451 bis 491. Unter anderen bediente sich Euagrios Scholastikos für seine Kirchengeschichte bei Zacharias. Das Original ist verloren, doch ist eine verkürzte syrische Überarbeitung erhalten geblieben, die von einem miaphysitischen Mönch (Pseudo-Zacharias) aus Amida um 569 in dessen zwölfbändigen kirchengeschichtlichen Kompilation verarbeitet wurde (Bände 3 bis 6). Zacharias verfasste auch drei Biografien miaphysitischer Geistlicher, denen er persönlich begegnet war: Über den oben genannten Severus, über Petrus den Iberer sowie über den ägyptischen Mönch Isaias den Jüngeren; sie sind unterschiedlich gut überliefert. Des Weiteren verfasste Zacharias mehrere polemische Schriften, etwa gegen den Philosophen Ammonios Hermeiou oder gegen die Manichäer.

## Ausgaben und Übersetzungen
- K. Ahrens, G. Krüger (Hrsg.): Die sogenannte Kirchengeschichte des Zacharias Rhetor. Leipzig 1899 (Digitalisat).
- Marc-Antoine Kugener (Hrsg.): Vie de Sévère par Zacharie le Scholastique (= Patrologia Orientalis, Bd. 2). Paris 1903.
- Ernest Walter Brooks (Hrsg.): Historia ecclesiastica Zachariae Rhetori vulgo adscripta. Louvain 1919–1924.
- Maria Minniti Colonna (Hrsg.): Zacaria Scolastico: Ammonio. Neapel 1973 (kritische Edition mit italienischer Übersetzung und Kommentar).
- Geoffrey B. Greatrex (Hrsg.): The Chronicle of Pseudo-Zachariah Rhetor: Church and War in Late Antiquity (= Translated Texts for Historians). Liverpool University Press, Liverpool 2011 (englische Übersetzung mit Einleitung und Kommentar).